# William Shenstone
William Shenstone, född 18 november 1714 i Worcestershire, död 11 februari 1763, var en engelsk skald.

## Biografi
Shenstone levde efter avslutade studier på fädernegården, där han ägnade sig åt en dyrbar landskapsförsköning. Bland hans dikter märks Pastoral ballads in four parts, i vilka han besjungit naturen, Schoolmistress (1742) med flera. Shenstone gav biskop Percy en påstöt till utgivningen av Reliques och kan även i sin diktning anses ha vissa förromantiska element. Hans Works utgavs i 3 band 1764–69, Poetical works (med biografi av Gilfillan) 1854.